# Pararchaea alba
Pararchaea alba är en spindelart som beskrevs av Forster 1955. Pararchaea alba ingår i släktet Pararchaea och familjen Pararchaeidae. Inga underarter finns listade i Catalogue of Life.